# Тундряная куропатка
Ту́ндряная куропа́тка, тундря́ная куропатка, ту́ндреная куропатка, тундрянка (лат. Lagopus muta) — птица из трибы тетеревиных семейства фазановых.

## Внешний вид
Несколько меньше белой куропатки. Длина тела около 35 см, вес 430—880 г.
Для тундряной куропатки, как и для белой, характерен сезонный диморфизм.
Зимнее оперение белое, за исключением наружных перьев хвоста, которые чёрного цвета, и чёрной полоски у основания клюва самца (отсюда другое название — черноуска).
Летнее оперение у самца и самки, за исключением белых маховых перьев, пёстрое — серо-бурое с мелкими чёрными точками и штрихами, хорошо маскирующее птиц на земле. Впрочем, окраска летнего платья изменчива и всегда соответствует цвету тех горных пород, на которых живёт птица.

## Распространение
Водится в сухой холмистой тундре (отсюда русское видовое название) и альпийском поясе гор Северного полушария, включая Пиренеи и Альпы, гористую часть Шотландии, Скандинавию, Исландию, Гренландию, Северную Америку, горы Северной Азии (Алтай, Хангай) и горы Центральной Японии.
Предпочитает голые скалы, не покрытые кустарником, и держится недалеко от снежной линии. В Исландии и Гренландии во время насиживания эти куропатки спускаются в более низменные места, чтобы иметь лучшую пищу.

## Образ жизни
Зимой совершает кочёвки. Питается растительной пищей — семенами, почками, побегами и ягодами, птенцы — насекомыми.

## Размножение
Является моногамной птицей. Самка устраивает гнездо в кустах на земле, кладёт в него 12—20 жёлто-красных яиц с тёмными крапинами и насиживает их одна без помощи самца в течение 24—26 дней.

## Люди и тундряные куропатки
Мясо этой птицы считается очень вкусным, однако промысловое значение невелико. Предполагается, что именно тундряная куропатка упоминается (под названием лат. peregrina lagois, представляющим собой кальку с древнегреческого) у Горация в сатире II.2 как наиболее показательный пример бессмысленно изысканного кушанья для гурманов.
Тундряная куропатка является официальной птицей (символом) канадской территории Нунавут. В честь птенцов этой птицы названо поселение Чикен на Аляске в США. В Японии она является «природным памятником» (охраняемым объектом) и выбрана птичьим символом трёх префектур — Гифу, Нагано и Тояма. В горах острова Хонсю её называют райтё (яп. 雷鳥 райтё:, «громовая птица»). Согласно легенде, она защищает людей и их жилища от огня и грома.

## Классификация
Международный союз орнитологов признаёт 23 подвида тундряной куропатки:
- Lagopus muta muta (Montin, 1781)
- Lagopus muta millaisi Hartert, 1923
- Lagopus muta helvetica (Thienemann, 1829)
- Lagopus muta pyrenaica Hartert, 1921
- Lagopus muta pleskei Serebrovski, 1926
- Lagopus muta nadezdae Serebrovski, 1926
- Lagopus muta gerasimovi Red'kin, 2005
- Lagopus muta ridgwayi Stejneger, 1884 — командорская
- Lagopus muta kurilensis Kuroda, 1924
- Lagopus muta japonica A. H. Clark, 1907
- Lagopus muta evermanni Elliot, 1896
- Lagopus muta townsendi Elliot, 1896
- Lagopus muta atkhensis Turner, 1882
- Lagopus muta yunaskensis Gabrielson & Lincoln, 1951
- Lagopus muta nelsoni Stejneger, 1884
- Lagopus muta dixoni Grinnell, 1909
- Lagopus muta rupestris (Gmelin, 1789)
- Lagopus muta welchi Brewster, 1885
- Lagopus muta saturata Salomonsen, 1950
- Lagopus muta macruros Schiøler, 1925
- Lagopus muta reinhardi (Brehm, 1824)
- Lagopus muta hyperborea Sundevall, 1845
- Lagopus muta islandorum (Faber, 1822)

Командорская тундряная куропатка (Lagopus muta ridgwayi) занесена в российский «Перечень объектов животного мира, нуждающихся в особом внимании к их состоянию в природной среде».